# Ute

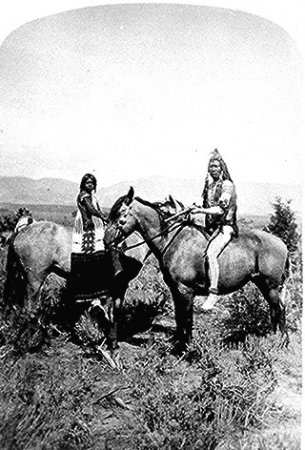
Wojownik Ute z synem

Ute (nazwa własna Yuti, ang. Ute lub Utah) – plemię Indian Ameryki Północnej blisko spokrewnione z Pajutami i Banokami. Ute prowadzili koczowniczy tryb życia na środkowych obszarach dzisiejszych stanów Kolorado, wschodniego Utah i północnego Nowego Meksyku.
Wcześnie okiełznali konia i stali się narodem wojowników. Przez białych uważani byli za nadzwyczaj niebezpiecznych, jako że napadali także na sąsiednie plemiona indiańskie i osady meksykańskie. Mieli w zwyczaju, że wzięte w niewolę kobiety nieprzyjaciół oddawali – celem poddania wymyślnym torturom – swoim własnym kobietom, co prawie zawsze kończyło się dla ofiar śmiercią. Tymczasem wzięci do niewoli wojownicy, zwłaszcza zachowujący godność i odwagę, bywali puszczani wolno. Podobnie jak Apacze nie brali skalpów.
Pomiędzy rokiem 1863 a 1868 władze federalne wyznaczyły im trzy rezerwaty na Terytorium Utah, Terytorium Nowego Meksyku i Terytorium Kolorado. W 1879 r. około setka Ute opuściła rezerwat już w stanie Kolorado i rozpoczęła wędrówkę w kierunku Terytorium Wyoming, ale po zabiciu kilku osadników zostali otoczeni i zagnani z powrotem do rezerwatu. Ostatni raz „przysporzyli kłopotów” władzom w roku 1906, gdy grupa około czterystu Ute postanowiła opuścić już stan Utah i osiedlić się w rezerwacie Pine Ridge w stanie Dakota Południowa. Ścigani przez policję i wojsko w końcu poddali się i zostali (na ich "własną prośbę") odesłani tam, skąd uciekli.
W latach 50. XX wieku Sąd Apelacyjny przyznał Ute 31 milionów 700 tysięcy dolarów odszkodowania za utracone przez nich 60 700 km² terytoriów plemiennych, gdzie w latach 70. XIX wieku znalezione zostało złoto. Później, w jednym z ich rezerwatów znaleziono złoża ropy naftowej i gazu, z których to przyczyn konta Ute do dzisiaj zasilają doroczne dywidendy.
Ute dali nazwę stanowi Utah, jak również hrabstwu i jezioru tej nazwy. Istnieje miejscowość Utahville w Pensylwanii i Ute Park w Nowym Meksyku.